# Condado de Wahkiakum
El condado de Wahkiakum (en inglés: Wahkiakum County), fundado en 1854, es uno de 39 condados del estado estadounidense de Washington. En el año 2009, el condado tenía una población de 4,062 habitantes y una densidad poblacional de 6 personas por km². La sede del condado es Cathlamet.

## Geografía
Según la Oficina del Censo, el condado tiene un área total de 743 km² (286,9 mi²), de la cual 684 km² (264,1 mi²) es tierra y 57 km² (22,0 mi²) (7.83%) es agua.

### Condados adyacentes
- Condado de Pacific (noroeste)
- Condado de Lewis (norte/noreste)
- Condado de Cowlitz (este/sureste)
- Condado de Columbia (Oregón) (sur/sureste)
- Condado de Clatsop (Oregón) (sur/suroeste)

### Áreas protegidas
- Refugio Nacional de Vida Salvaje Julia Butler Hansen

## Demografía
Según el censo de 2000, había 3,824 personas, 1,553 hogares y 1,108 familias residiendo en la localidad. La densidad de población era de 6 hab./km². Había 1,792 viviendas con una densidad media de 3 viviendas/km². El 93.46% de los habitantes eran blancos, el 0.26% afroamericanos, el 1.57% amerindios, el 0.47% asiáticos, el 1.65% isleños del Pacífico, el 2.51% de otras razas y el 2.52% pertenecía a dos o más razas. El 5.37% de la población eran hispanos o latinos de cualquier raza.
Los ingresos medios por hogar en la localidad eran de $39,444, y los ingresos medios por familia eran $47,604. Los hombres tenían unos ingresos medios de $37,123 frente a los $27,938 para las mujeres. La renta per cápita para el condado era de $19,063. Alrededor del 8.10% de la población estaban por debajo del umbral de pobreza. 

## Localidades
- Cathlamet - sede
- Deep River
- Lower Elochoman
- Skamokawa Valley
- Upper Elochoman

### Otras comunidades
- Altoona
- Brookfield
- Dahlia
- East Cathlamet
- Elochoman Valley
- Grays River
- Pillar Rock
- Puget Island
- Rosburg
- Skamokawa